# Rosa zaramagensis
Rosa zaramagensis (троянда зарамагська) — вид рослин з родини трояндових (Rosaceae).

## Поширення
Вид зростає в Північній і Південній Осетіях.